# Мост Пьетро Ненни
Мост Пьетро Ненни (итал. Ponte Pietro Nenni) — мост через Тибр в Риме, соединяющий набережную Арнольда Брешианского в квартале Фламинио района Кампо-Марцио с набережной Микеланджело в районе Прати.
Мост спроектирован архитектором Луиджи Моретти (итал. Luigi Moretti) и инженером Сильвано Цорци (итал. Silvano Zorzi). Строительство шло в течение трёх лет с 1969 по 1972 год. Мост был официально открыт в 1980 году и назван в честь Пьетро Ненни, политического и государственного деятеля, министра иностранных дел Италии, умершего 1 января того года. Через мост проходит линия А Римского метрополитена между станциями Лепанто и Фламино — Пьяцца-дель-Пополо. Поэтому его часто называют мост Метрополитена (итал. ponte della Metropolitana). Мост Пьетро Ненни построен из железобетона, состоит из трёх пролётов и достигает 121 м в длину и 25,4 м в ширину, из которых 7,60 м занимают две линии метро, 6,40 м — две автомобильные полосы, 2 м — пешеходные дорожки.